# Crónica de un niño solo
Crónica de un niño solo (etwa „Chronik eines einsamen Kindes“) ist ein argentinischer Film aus dem Jahr 1964 und als solcher das Erstlingswerk des Regisseurs Leonardo Favio. Die Hauptrolle übernahm Diego Puente. Erstmals aufgeführt wurde der Schwarzweißfilm am 5. Mai 1965, 1966 wurde er mit dem Cóndor de Plata und 1965 beim Festival Internacional de Cine de Mar del Plata ausgezeichnet. Crónica de un niño solo gilt als ein Klassiker der argentinischen Filmgeschichte.

## Handlung
Der Film zeigt die Erlebnisse des in eine Erziehungsanstalt abgeschobenen Jungen Polín. Polín flieht vor den im Heim herrschenden Verhältnissen der Gewalt und verbringt in den Slums der Metropole Buenos Aires, an einem Fluss, einige Stunden in Freiheit, bevor er wieder aufgegriffen wird.

## Hintergrund
Der Film gilt als Spätwerk und Höhepunkt innerhalb der argentinischen Strömung des nuevo cine („neues Kino“).
Crónica de un niño solo ist das Langfilmdebüt Leonardo Favios, entstanden in der kurzen Ära Illias, die wie auch das Ausreißen Políns im Film als Fermate verstanden werden kann. Der Film ist teils autobiographisch und Teil eins einer Trilogie, die Favio mit  Este es el romance del Aniceto y la Francisca, de cómo quedó trunco, comenzó la tristeza y unas pocas cosas más… (1966) und El dependiente (1969) komplettierte.
Im Schnitt überwiegen Plansequenzen, Musik ist dem Film nur in vier Szenen untergelegt.
In Argentinien war der Film nach seiner Veröffentlichung aufgrund seiner Darstellung von Korruption und Gewalt in einem staatlich betriebenen Kinderheim viele Jahre lang verboten. Heute ist er in Argentinien ab 18 Jahren freigegeben.

## Kritik
RosarioCine.com.ar würdigt den Film mit den Worten «sensible y con una poética desgarradora, construye una historia que aún conmueve profundamente y la mantienen como uno de los más señeros y valorables filmes de la historia del cine nacional» (deutsch: „sensibel und mit einer erschütternden Poetik, schafft [Leonardo Favio] eine Geschichte, die noch immer tiefgreifend bewegt und sie halten sie als einen der einzigartigsten und wertvollsten Filme des nationalen Kinos“).
Gemäß dem argentinischen Filmkritiker David Oubiña gelang es Favio “to articulate certain European New Wave influences within the framework of a personal aesthetic that demolished the barrier separating high culture from art” (deutsch: „gewisse europäische New-Wave-Einflüsse innerhalb des Rahmens einer persönlichen Ästhetik zu artikulieren, welche die Barriere zwischen Hochkultur und Kunst zerstörte“).
Tim Barnard zufolge zeigt sich in Crónica ein juveniles Universum, das stets nur kurz von Erwachsenen gestört wird.

## Auszeichnungen
- Festival Internacional de Cine de Mar del Plata 1965: FIPRESCI-Preis
- Premios Cóndor de Plata 1966: Cóndor de Plata (bester Film)